# Rio Piracicaba (municipalité)
Pour les articles homonymes, voir Rio Piracicaba.
Rio Piracicaba est une municipalité brésilienne de l'État du Minas Gerais et la Microrégion d'Ipatinga.